# Jakub Dudycha
Jakub Dudycha (* 5. září 2005) je český atlet, reprezentant v běhu na 800 m. Na této trati se stal v roce 2023 mistrem ČR a od června 2024 je držitelem národního rekordu. Patří mu také několik českých rekordů v mládežnických kategoriích. Vyhrál mistrovství Evropy v kategoriích do 17 let i do 19 let. V anketě Atlet roku byl dvakrát (v letech 2022 a 2023) oceněn jako Junior roku.
V dětství se nevěnoval pouze atletice, byl dokonce členem širší reprezentace v šestkovém volejbalu.

## Sportovní kariéra
Jakub Dudycha je držitelem těchto českých rekordů v běhu na 800 m:
- kategorie muži na dráze časem 1:44,78 (Hengelo, 9. 6. 2025),
- kategorie junioři na dráze časem 1:44,82 (Bydgoszcz, 20. 6. 2024),
- kategorie junioři v hale časem 1:47,12 (Lyon, 9. 2. 2024),
- kategorie dorostenci na dráze časem 1:48,58 (Ostrava, 31. 5. 2022),
- kategorie dorostenci v hale časem 1:50,94 (Ostrava, 6. 3. 2022).

V roce 2023 získal zlatou medaili na MČR mužů na 800 m na dráze v čase 1:47,68 min; a bronzovou medaili na stejné trati v hale.
Své první mezinárodní zkušenosti získal v roce 2022, kdy na mistrovství Evropy do 17 let v Jeruzalémě zvítězil časem 1:51,35 min. Na mistrovství světa juniorů v Cali pak skončil v semifinále v čase 1:50,10 min na 7. místě. Následující rok opět zaznamenal velký úspěch v Jeruzalémě, kde na mistrovství Evropy juniorů vyhrál v čase 1:46,76 min.
Průlom mezi dospělými přišel v červnu 2024, kdy na mistrovství Evropy v Římě poprvé překonal hranici 1:45,00 min. V novém juniorském národním rekordu a se třetím nejlepším českým časem v historii 1:44,89 min zde postoupil do semifinále.

### Národní rekord na 800 m
Necelé dva týdny po překonání juniorského rekordu na ME 2024 v Římě osmnáctiletý Dudycha zaběhl nejlepší český čas historie i v kategorii mužů. Dne 20. června 2024 výkonem 1:44,82 na zlatém mítinku Kontinentální tour v Bydhošti o 2 setiny posunul dosavadní české maximum Lukáše Vydry z roku 1998. 

## Osobní rekordy

### Dráha
- běh na 400 metrů – 47,97 s – 18. června 2023, Praha
- běh na 800 metrů – 1:44,78 min – 9. června 2025, Hengelo[4]
- běh na 1500 metrů – 3:48,38 min – 20. srpna 2023, Jičín

### Hala
- běh na 800 metrů – 1:46,25 min – 4. února 2025, Ostrava